# Баршай, Рудольф Борисович
Рудольф Борисович Баршай (28 сентября 1924, Лабинская, Армавирский округ — 2 ноября 2010, Базель) — советский, израильский, английский и швейцарский альтист и дирижёр.

## Биография
Рудольф Баршай родился 28 сентября 1924 года в станице Лабинской Краснодарского края, в семье коммивояжёра Бориса Владимировича Баршая и Марии Давидовны Баршай (урождённой Алексеевой), из семьи субботников.
С 1936 по 1939 год учился в музыкальной школе № 1 в Калинине. Первым педагогом по скрипке был Алексей Иванович Лойко.
Учился в музыкальной школе при Ленинградской консерватории (скрипка).
Окончил Московскую консерваторию по классу альта в классе Вадима Борисовского (1948).
Как альтист выступал вместе с С. Рихтером, Д. Ойстрахом, М. Ростроповичем, Л. Коганом, И. Менухиным, Г. Пятигорским. В 1945—1953 годах был альтистом и одним из создателей Квартета имени Бородина, одновременно в 1948—1956 годах играл в Квартете имени Чайковского. В 1953 году, после смерти Сталина, Баршай ушёл из квартета Бородина во вновь создающийся квартет Чайковского .
В 1955 году Рудольф Баршай создал первый в СССР камерный оркестр — Московский камерный оркестр, которым руководил и дирижировал до 1977 года. До 1955 года камерные произведения исполнялись в СССР полным составом симфонического оркестра.
В 1966 году исполнил эпизодическую роль самого себя в совместном советско-японском фильме «Маленький беглец».
В 1977 году эмигрировал в Израиль и руководил Израильским камерным оркестром. В 1979 году обосновался в Швейцарии. Выступал с Лондонским симфоническим и Королевским филармоническим оркестрами, оркестром «Филармония», Национальным оркестром Франции, Оркестром Западногерманского радио, Симфоническим Оркестром Би-би-си, Метрополитэн симфони, Оркестром Штутгартского Радио, Венским симфоническим оркестром, Оркестром Берлинского радио, Оркестром Баварского радио и многими другими.
В 1981—1983 годах возглавлял Ванкуверский симфонический оркестр.
В 1982—1988 годах руководил Борнмутским симфоническим оркестром.
Его солистами были сэр Томас Аллен, Дитрих Фишер-Дискау, Айзик Стерн, Джанет Бэйкер и многие другие.
Скончался 2 ноября 2010 года на 87-м году жизни в Базеле. Похоронен в Рамлинсбурге.

## Творчество
В репертуаре Баршая-дирижёра — произведения Моцарта, Вивальди, И. С. Баха, Гайдна, Боккерини, Генделя, Малера, Петра Чайковского Прокофьева, Белы Бартока, Шостаковича (цикл всех симфоний с Оркестром Западногерманского радио), М. Вайнберга, Бориса Чайковского, Револя Бунина и многих других. Баршай одним из считанных дирижёров последовательно исполнял произведения советского композитора Александра Локшина.
Баршаю принадлежит ряд известных оркестровок — в частности, несколько Камерных симфоний Дмитрия Шостаковича (оркестровка струнных квартетов № 1, 3, 4, 8, 10), цикл фортепианных пьес Сергея Прокофьева «Мимолётности», — а также то, что он считал делом своей жизни, — завершение финальной фуги из «Искусства фуги» И. С. Баха и завершение Десятой симфонии Густава Малера.

## Оркестровые обработки и завершение произведений
Оркестровые обработки для струнных и симфонических оркестров :
- С. С. Прокофьев — Мимолетности op.22
- Д. Д. Шостакович — Квартеты № 1, № 3, № 4, № 8 и № 10.
- А. П. Бородин — Квартет № 2,
- П. И. Чайковский — Квартет № 1.
- Л. В. Бетховен — Квартет № 1 и № 10
- Л. В. Бетховен — Большая фуга op.133
- И. С. Бах — Искусство Фуги

Завершение незаконченных произведений :
- И. С. Бах — Искусство Фуги
- Г. Малер — Симфония № 10

## Премии и награды
- Лауреат премии «Граммофон» : Запись концерта П. И. Чайковского № 2 / Бормунтский симфонический оркестр, солист Питер Донохоу (1988)
- Лауреат Каннской премии за классическую музыку : 15 симфоний Д. Д. Шостаковича / Оркестр WDR (2003)
- Лауреат премии «Запись Года» международного каталога Classics Today : 15 симфоний Д. Д. Шостаковича / Оркестр WDR (2003)
- Присуждение титула «Почётный доктор музыки» Саутгемптонского университета, Англия (1986)

## Семья
- Первая жена (1947—1953) — скрипачка Нина Баршай, вторая скрипка квартета им. Бородина. Сын: Лев Баршай.
- Вторая жена (1954—1963) — художница и костюмный дизайнер киностудии «Мосфильм» Анна Мартинсон[2]. Сын: Владимир Баршай, бизнесмен.
- Третья жена (1966—1974) — переводчица Тэруко Сода. Сын: Такэси Сода, врач-уролог.
- Четвёртая жена (с 1980) — пианистка, органистка и клавесинистка Елена Баршай-Раскова.

## Память
В 2010 году режиссером Олегом Дорманом был снят документальный фильм «Нота», представляющий собой запись беседы с Рудольфом Баршаем.
11 ноября 2013 года вышла книга «Нота — Жизнь Рудольфа Баршая, рассказанная им в фильме Олега Дормана» издательства Corpus (автор. Олег Дорман)
В ноябре 2015 года английская компания ICA CLASSICS выпустила мемориальный комплект из 20 компакт-дисков A Tribute to Rudolf Barshai.